# Werner von Haeften

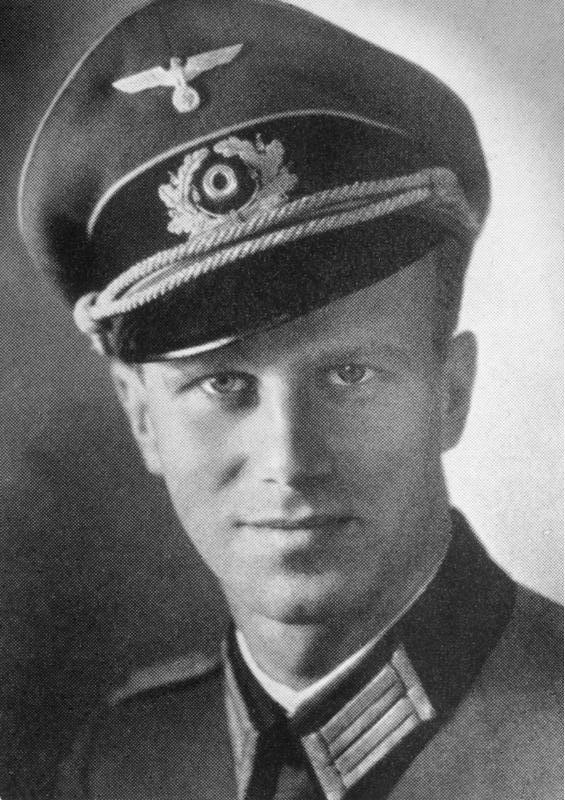
Werner von Haeften (1939)

Werner Karl Otto Theodor von Haeften ['haftn] (* 9. Oktober 1908 in Berlin; † 20. Juli 1944 in Berlin-Tiergarten) war ein deutscher Jurist, Reserveoffizier und Widerstandskämpfer gegen den Nationalsozialismus.

## Leben
Werner von Haeften wurde als Sohn des Offiziers und Präsidenten des Reichsarchivs, Hans von Haeften, und dessen Ehefrau Agnes (1869–1945, beerdigt in Herdwangen-Schönach, geborene von Brauchitsch, ihr Bruder war Walther von Brauchitsch)  geboren. Seine Geschwister waren Elisabeth und Hans Bernd (1905–1944).
Er besuchte das Realgymnasium in Berlin-Schmargendorf bis zur Reifeprüfung von 16 Abiturienten im März 1927. Nach dem Abitur studierte er Rechtswissenschaft in Berlin und Paris. Nach seinem Ersten Staatsexamen 1931 und dem Zweiten Staatsexamen 1934 trat er zunächst als Assessor in die Rechtsabteilung der 'Deutschen Rentenbank Kreditanstalt' in Berlin ein, wo er die landwirtschaftliche Schuldenregelung nach dem Hugenberg-Gesetz von 1933 bearbeitete. 1937 wurde er zum Dezernenten der Rechtsabteilung ernannt. Spätestens im Oktober 1938 wechselte er als Syndikus zu der traditionsreichen Hamburger Privatbank M.M.Warburg & Co. Die Familie Warburg gehörte seit längerem zu den engeren Bekannten der Familie von Haeften; Werners Vater Hans von Haeften hatte Max Warburg 1918 kennengelernt, als dieser ihn zu den Verhandlungen mit dem amerikanischen Präsidenten begleitete.
Zu Beginn des Zweiten Weltkriegs wurde Oberleutnant der Reserve von Haeften als Infanteriezugführer an der Ostfront eingesetzt. Nach einer in Russland erlittenen schweren Verwundung im Winter 1942 diente er als Adjutant von Major Claus Schenk Graf von Stauffenberg im Generalstab des Befehlshabers des Ersatzheeres im Berliner Bendlerblock.

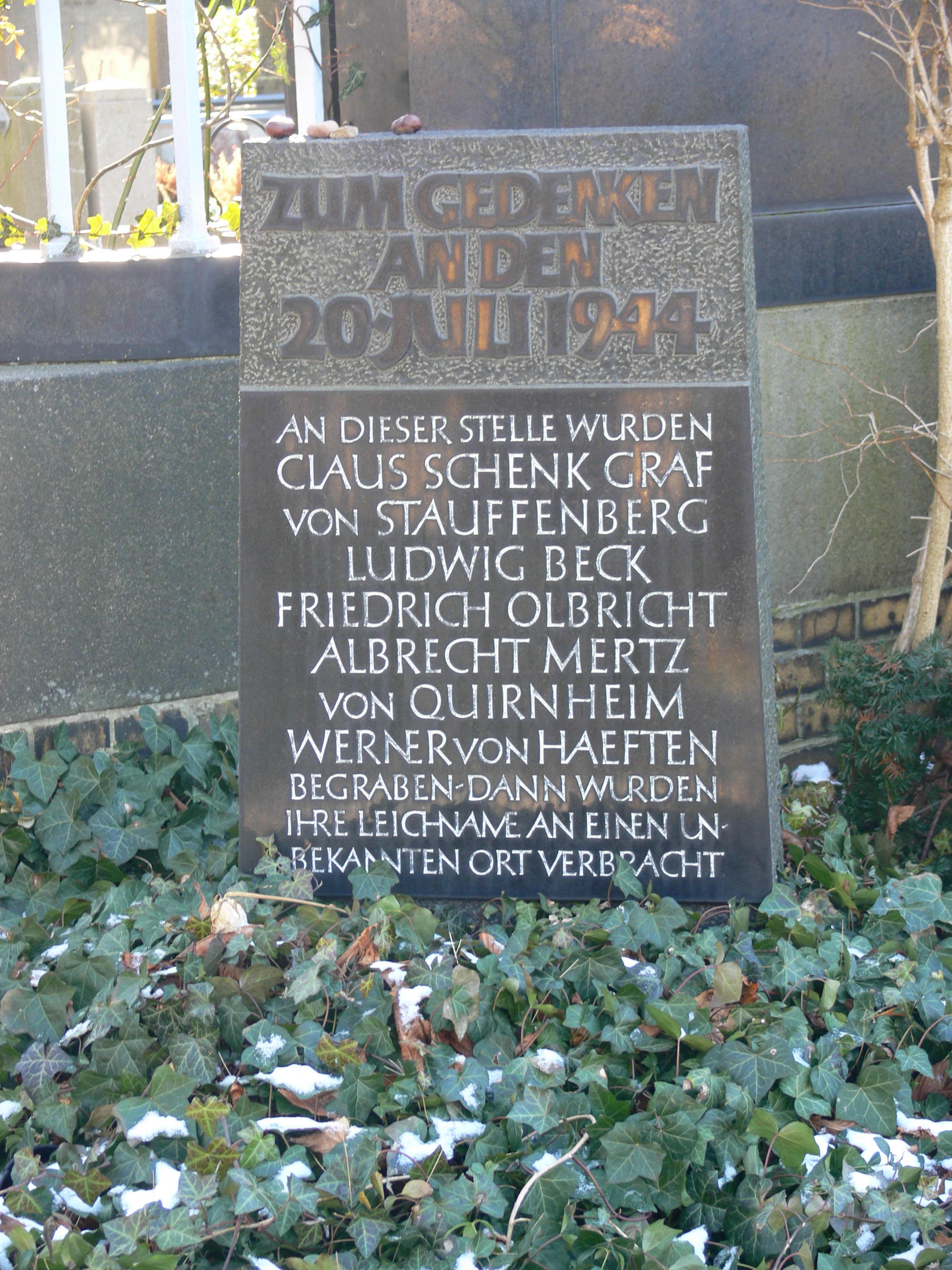
Gedenkstein auf dem Alten St.-Matthäus-Kirchhof an der kurzzeitigen Grabstätte von Haeftens und weiterer Opfer des 20. Juli (2009)

Er war an der Planung und Ausführung des Attentats auf Adolf Hitler am 20. Juli 1944 beteiligt. Dabei begleitete er Stauffenberg in das Führerhauptquartier Wolfsschanze in Ostpreußen. Anschließend kehrte er mit ihm nach Berlin zurück, um den Geheimplan „Walküre“ zum Sturz des NS-Regimes einzuleiten. Auf Befehl von Generaloberst Friedrich Fromm wurde von Haeften gemeinsam mit Friedrich Olbricht, Ludwig Beck, Albrecht Ritter Mertz von Quirnheim und Stauffenberg verhaftet und zum Tode verurteilt. Als die Verschwörer unmittelbar darauf im Hof des Bendlerblocks erschossen werden sollten und die Reihe an Stauffenberg war, stellte sich von Haeften vor seinen Vorgesetzten und Freund. Ob die Erschießungen noch am selben Tag erfolgten oder erst nach Mitternacht ist unklar, die Geschichtsschreibung und die später ausgestellte Sterbeurkunde Stauffenbergs nennen den 20. Juli 1944.
Zunächst wurden die sterblichen Überreste der Verschwörer in Uniform und mit Orden und Ehrenzeichen auf dem Alten St.-Matthäus-Kirchhof in Berlin-Schöneberg bestattet. Auf Befehl Heinrich Himmlers erfolgte jedoch einen Tag später durch die SS die Exhumierung und Verbrennung der Leichname im Krematorium Wedding. Die Asche wurde auf den  Berliner Rieselfeldern verstreut.
Ein Gedenkstein als Ehrengrab der Stadt Berlin befindet sich auf dem Alten St.-Matthäus-Kirchhof im Feld A-S-41/42.
Im Hof des Bendlerblocks wurde am Jahrestag des Attentats 1962 eine Erinnerungstafel mit den Namen der dort erschossenen Offiziere enthüllt, darunter auch dem von Werner von Haeften.

## Privates
Haeften war verlobt mit Reinhild Gräfin von Hardenberg, Tochter des Widerstandskämpfers Carl-Hans Graf von Hardenberg.

## Ehrung
- In der Nähe der Hinrichtungsstätte Plötzensee wurde 1957 die Haeftenzeile nach ihm und seinem Bruder benannt.[7]